# NGC 2865
NGC 2865 هي مجرة تتبع كوكبة الشجاع. اكتشفها جون هيرشل في 1835.

## روابط خارجية
- NGC 2865 على موقع ويكي سكاي: DSS2, SDSS, GALEX, IRAS, Hydrogen α, X-Ray, Astrophoto, Sky Map, Articles and images